# تاریخچه فوتبال هند
تاریخچه فوتبال هند یک تاریخ طولانی و مفصل است، زیرا در آن زمان ورزش ملی هند، فوتبال بود. انگیزه این امر اتحاد ارتش هند بود. شواهدی وجود دارد که نشان می‌دهد بازی‌های لیگ برتر فوتبال هند حداقل از سال ۱۹۴۹ در ارتش هند انجام می‌شود. هند قدیمی‌ترین باشگاه تاریخ جهان را دارا می‌باشد. و همچنین سومین مسابقه قدیمی جهان، جام دیورند نیز در هند تأسیس شده‌است. زمانی بود که فوتبال در هند بسیار مورد استقبال قرار گرفت. لباس فوتبال هند «برزیل‌های آسیا» نامیده می‌شد. اما امروزه، ورزش فوتبال در هند مورد توجه قرار نمی‌گیرد و تیم ملی فوتبال هند یکی از ضعیف‌ترین تیم ملی‌های جهان است.

## دهه ۱۸۰۰

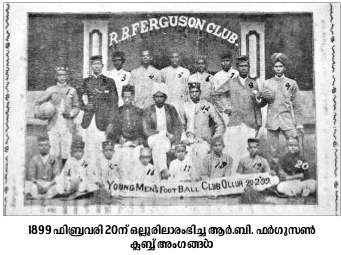
تیم آربی فرگوسن ۱۸۹۹

فوتبال در اواسط قرن نوزدهم توسط سربازان انگلیسی به هند معرفی شد. این امر به دلیل تلاش‌های ناگندرا پراساد سربادیکاریگسترش یافت. در سال ۱۸۸۸ جام دیورند توسط وزیر امور خارجه وقت هند، مورتیمر دوراند در شیملا، هند تأسیس شد. جام دیورند سومین مسابقات قدیمی فوتبال پس از جام حذفی انگلستان و جام حذفی اسکاتلند است. این ورزش به عنوان تفریحی برای نیروهای انگلیسی مستقر در هند آغاز شد. رویال اسکاتلندی ف. اولین عنوان قهرمانی را با غلبه ۲–۱ برابر پیاده‌نظام سبک هایقلند در فینال کسب کرد. در سال ۱۸۹۳، جام ایفا شیلد به عنوان چهارمین جام قدیمی در جهان تأسیس شد. کلکته، آن زمان پایتخت هند بریتانیایی، به سرعت قطب فوتبال هند شد. باشگاه سارادا قدیمی‌ترین باشگاه فوتبال هند بود.
باشگاه کلکته اولین باشگاهی بود که در سال ۱۸۷۲ تأسیس شد. از دیگر باشگاه‌های اولیه می‌توان به باشگاه دالاهوسی، باشگاه نوال والنترس کلاب و باشگاه نیروی دریایی اشاره کرد.
در سال ۱۸۸۹ قدیمی‌ترین تیم فعلی هند موهان باگان با عنوان «باشگاه ورزشی موهان باگان» تأسیس شد. این اولین باشگاهی بود که تحت فرمان ارتش بود و بازیکنان هند در آن بازی می‌کردند. چندین باشگاه فوتبال مانند کلکته کلاب، سوابازار و باشگاه آریایی در ۱۸۹۰ در کلکته تأسیس شد. تورنمنت‌هایی مانند جام گلادستون، جام معاملاتی و کوچ بهار نیز در همین زمان تأسیس شد.
از تیم‌های هند، می‌توان به باشگاه فوتبال آر بی فرگوسن که در تاریخ ۲۰ فوریه ۱۸۹۹ در تریسور و ایالت کرالا تأسیس شد و قدیمی‌ترین باشگاه فوتبال در قسمت جنوبی هند است اشاره کرد. این باشگاه به نام سرپرست پلیس شهر کوچی، آر بی فرگوسن نامگذاری شد. این باشگاه با نام مستعار باشگاه فوتبال مردان جوان شهرت داشت و در اوایل دهه ۱۹۰۰ نقش مهمی در ارتقاء فوتبال در کرالا داشته‌است.
اولین فدراسیون هند، فدراسیون فوتبال هند، در سال ۱۸۹۳ تأسیس شد اما هیچ‌کس به جز سرخپوستان در هیئت مدیره خود نداشت.

## ۱۹۰۰–۱۹۵۰

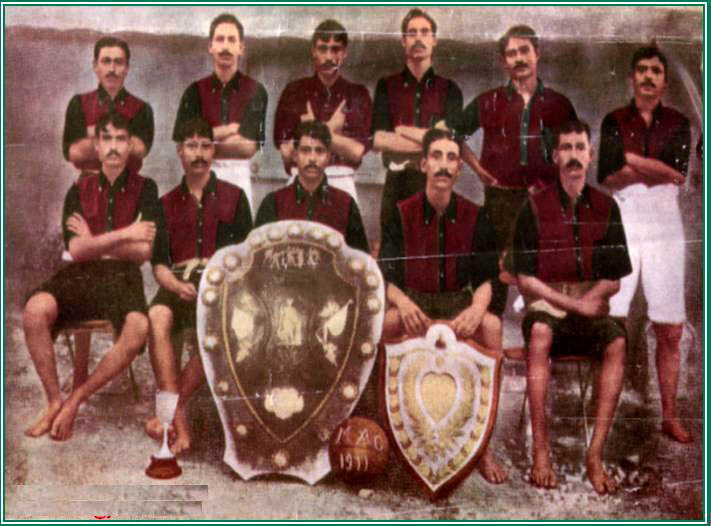
تیم موهان باگان، قهرمان جام ایفا شیلد در سال ۱۹۱۱

وقتی چندین باشگاه دیگر نیز تأسیس شد، مسابقات و تورنمنت‌های بیشتری نیز معرفی شد و بازیکنان هندی متداول شدند. رویداد بزرگی که نشان دهنده رشد فوتبال هند بود در سال ۱۹۱۱ بود که موهان باگان باشگاه فوتبال هنگ یورکشایر شرقی در فینال ایفا شیلد با نتیجه ۲–۱ شکست داد. این اولین باری بود که یک تیم هندی برابر یک تیم بریتانیایی در یک تورنمنت بزرگ ملی برنده می‌شد. جام دیورند، اولین بار در شیملا و در سال ۱۸۸۸ برگزار شد و اولین مسابقه ملی رسمی فوتبال کشور هند بود و اتفاقاً سومین مسابقات قدیمی باقی مانده در سراسر جهان است. سر مورتیمر دوراند، این مسابقات را تأسیس و راه اندازی کرد.
در دهه ۱۹۴۰ «باشگاه فوتبال آرورا» دومین باشگاه قدیمی در جنوب هند در کرالا تأسیس شد. این باشگاه توسط هواداران عاشق فوتبال اولور (تریسور) شکل گرفت که سفر فوتبال خود را از تریسور آغاز کردند.
اولین تور رسمی بین‌المللی شناخته شده توسط تیم هند که شامل بازیکنان هندی و بریتانیایی است در سال ۱۹۲۴ بود، جایی که این تیم توسط گوستا پل، فوتبالیست افسانه ای هندی هدایت می‌شد. تیم ملی فوتبال هند که تشکیل شده از بازیکنان کاملاً هندی بود، در اواخر دهه ۱۹۳۰ به استرالیا، ژاپن، اندونزی و تایلند سفر کرد. اولین بازی بین‌المللی هند قبل از استقلال هنوز تأیید نشده‌است، اما تحقیقات نشان می‌دهد که اولین بازی بین‌المللی که هند در خارج از کشور انجام داد در سال ۱۹۳۳ و برابر سری لانکا بود. همچنین این دومین تور بین‌المللی هند بود، جایی که گاستا پل تیم هند را با نتیجه یک بر صفر مقابل کشور میزبان به پیروزی رساند. در ۴ ژوئیه ۱۹۳۶، هند مقابل تیم ملی چین که در شهر کلکته برگزار شد به میدان رفت. این بازی با تساوی ۱–۱ انجام شد پس از موفقیت چندین باره تیم ملی فوتبال هند در خارج از کشور، فدراسیون فوتبال تمام هند (ای آی اف اف) در سال ۱۹۳۷ تشکیل شد.
در سال ۱۹۳۸، تیم ملی هند برای اردو به استرالیا سفر کرد، جایی که آنها با بسیاری از باشگاه‌های استرالیا مانند ملبورن و تیم ملی استرالیا بازی کردند. از تاریخ ۳ سپتامبر ۱۹۳۸، هند برای تقویت تیم خود در سیدنی ۵ بازی دوستانه با استرالیا انجام داد. در بازی اول در سیدنی آنها با نتیجه ۵–۳ شکست خوردند. بازی دوم در بریزبن برگزار شد، و این بازی نیز که با تلاش سرخپوستان هندی همراه بود با نتیجه ۴–۴ مساوی شد و برنده نداشت. در بازی سوم در نیوکاسل (استرالیا)، که در تاریخ ۱۷ سپتامبر برگزار شد، هند اولین برد خود را با نتیجه ۴–۱ به ثبت رساند. اما استرالیایی‌ها در دو بازی بعدی که در سیدنی و ملبورن برگزار شد، هند را به ترتیب با نتیجه ۵–۴ و ۳–۱ شکست دادند.
در راه راه‌یابی به المپیک ۱۹۴۸ لندن، تیم ملی چین دوباره با هند رودرو شد، جایی که آنها با نماینده‌های شان یعنی محمد اف سی، بنگال شرقی، موهون باگان بازی کردند و سرانجام در ۱۷ ژوئیه ۱۹۴۸، یک بازی دوستانه در کلکته برگزار شد، جایی که آنها با تیم ملی هند یک بر صفر مقابل چین شکست خوردند. بازیهای المپیک ۱۹۴۸ لندن اولین مسابقات بین‌المللی بزرگ و رسمی تیم ملی هند بود، جایی که تیم هند با پای بدون کفش به میدان رفت و با نتیجه ۲–۱ مقابل فرانسه شکست خورد و نتوانست دو پنالتی را تبدیل به گل کند. تیم ملی هند نیز به دلیل شیوه ورزشی خود مورد استقبال و تقدیر مردم قرار گرفت. همچنین رسانه‌های بریتانیایی اظهار داشتند که فرانسوی‌ها حق خود را گرفته‌اند - و این نیز توسط سرخپوستان پابرهنه! در یک کنفرانس مطبوعاتی، کمی بعد، از سرخپوستان انتقاد شد که چرا آنها پابرهنه بازی می‌کنند. کاپیتان همیشه شوخ‌طبع هندی تاریلمن آئو گفت: «خب، می‌بینید، ما در هند فوتبال بازی می‌کنیم، در حالی که شما بوتبال بازی می‌کنید!» و مورد تشویق انگلیسی‌ها قرار گرفت. روز بعد، این اتفاق در روزنامه‌های لندن پخش شد. سارانگاپانی رامان تنها گل هند را در آن مسابقه به ثمر رساند و بدین ترتیب اولین گل ملی هند در المپیک به ثمر رسید.

## جام جهانی ۱۹۵۰
هند به‌طور کاملاً ناخواسته، در جام جهانی ۱۹۵۰ به فینال رفت چرا که تمامی حریفان مرحله گروهی و حذفی خود از جام انصراف دادند. اما هیئت حاکمه AIFF با عدم حضور در جام جهانی تصمیم گرفت که در جام جهانی بماند. دلیل ارائه شده توسط AIFF این بود که هزینه سفر وجود داشت، اگرچه فیفا موافقت کرد که بخش عمده ای از هزینه‌های سفر، کمبود زمان تمرین، مسائل مربوط به انتخاب تیم و ارزش گذاری المپیک را نسبت به جام جهانی را بر گردن بگیرد.
اگرچه فیفا پس از المپیک ۱۹۴۸، جایی که بازیکنان هند با پای برهنه بازی می‌کردند، قانون وضع کرد که تیم‌ها بعد از این اجازه ندارند که با پای برهنه توپ بزنند اما این پیشنهاد که تیم هند از بازی امتناع می‌کند به دلیل اینکه اجازه ندارند با پای برهنه بازی کنند کاملاً صحت ندارد. طبق گفته کاپیتان هندی، سیلن مانا، این اتفاق برای مخفی کردن اختراع و حقیقت شد. این تیم تا سال ۲۰۱۸ از دور اول رقابت‌های مقدماتی جام جهانی منطقه آسیا عبور نکرده بود که در دو بازی خانگی و خارج از خانه نپال را با نتیجه ۲–۰ شکست داد و به دور بعد رفت.

## ۱۹۵۱–۱۹۶۲: دوران طلایی فوتبال هند
سال ۱۹۵۱ تا ۱۹۶۲ دوران طلایی فوتبال هند محسوب می‌شود. این تیم تحت مربیگری سید عبدالرحیم هند نایب قهرمان جام ملت‌های آسیا شد. تیم هند در دهه ۱۹۵۰ با قهرمانی در بازیهای آسیایی ۱۹۵۱ که میزبان آنها نیز بود دوران طلایی خود را شروع کرد. هند هر دو تیم اندونزی و افغانستان را با نتیجه ۳ بر صفر شکست داد تا به فینال برسد که در نیمه نهایی آن ایران را ۱ بر صفر نیز شکست داد. در سال ۱۹۵۲، هند با قهرمانی در جام چهار ضلعی کلمبو که در سریلانکا برگزار شد، به قهرمانی‌های پیاپی خود ادامه داد. این سالها به عنوان دوران طلایی فوتبال هند نامیده می‌شود. همان‌طور که چهار سال قبل، بسیاری از باشگاه‌های هندی بدون کفش بازی می‌کردند، اما پس از نتیجه نگرفتن در المپیک، فدراسیون فوتبال هند بلافاصله پوشیدن کفش را اجباری کرد.
هند همچنین سه دوره دیگر به صورت پیاپی جام چهار ضلعی را کسب کرد که به ترتیب در شهرهای برمه، کلکته و داکا در سالهای ۱۹۵۳، ۱۹۵۴ و ۱۹۵۵ برگزار شد. سپس هند در بازیهای آسیایی ۱۹۵۴ که در مانیل برگزار می‌شد، هشتم شد.
در المپیک ۱۹۵۶، هند چهارم شد، و با این حساب این دومین باری بود که هند در دنیای فوتبال تاریخ سازی کرد. هند برای اولین بازی در خاک استرالیا به میدان رفت و ۴–۲ پیروز شد و نویل دوزوزا اولین بازیکن آسیایی بود که در المپیک هت تریک کرد و همچنین هند را به اولین تیم آسیایی رساند که به نیمه نهایی المپیک راه یافته‌است. اما آنها در نیمه نهایی ۴–۱ به یوگسلاوی باختند و در دیدار پلی آف مقام سوم نیز ۳–۰ مغلوب بلغارستان شدند.
هند در بازیهای آسیایی ۱۹۵۸ که در ژاپن و شهر توکیو برگزار می‌شد شرکت کرد و در آنجا موفق به کسب مقام چهارم شد و همچنین در جام استقلال ۱۹۵۹ در مالزی دوم شد. این تیم در سال ۱۹۶۰ در مقدماتی جام ملت‌های آسیا شرکت کرد و از صعود به مرحله گروهی بازماند. هند در بازیهای آسیایی ۱۹۶۲ قهرمان شد و کره جنوبی را در فینال ۲–۱ شکست داد و همچنین دو سال بعد در جام ملتهای آسیا ۱۹۶۴ که به صورت رفت و برگشت برگزار شد، دوم شد. هند در سال ۱۹۶۴، ۱۹۶۵ و ۱۹۶۶ در جام استقلال بازی کرد و در آنجا دوم، سوم و سوم شد.

## ۱۹۶۳–۱۹۸۴: دوران پس از طلایی
مرگ رحیم در اوایل دهه ۶۰ فوتبال هند را پس از یک دوره موفقیت‌آمیز عقب انداخت. هند در بازیهای آسیایی ۱۹۶۶ بانکوک بازی کرد اما در دور اول حذف شد. سپس هند در بازیهای آسیایی ۱۹۷۰ با شکست دادن ۱ بر صفر ژاپن در پلی آف سوم، مقام سوم را کسب کرد. در اواسط دهه ۷۰، تیم جوانان هند به‌طور مشترک با ایران قهرمان جام جوانان آسیا شدند. فوتبال هند در دهه‌های ۷۰، ۸۰ و ۹۰ به تدریج جایگاه خود را به عنوان یک تیم برتر آسیایی از دست می‌دهد.
در سال ۱۹۸۴ هند به جام ملت‌های آسیا ۱۹۸۴ راه یافت. این تیم در گروه بی‌قرار گرفت اما پس از باخت در همه بازیها به جز ۱ بازی که در بازی پایانی بود مساوی کرد به کارش در جام ملت‌ها پایان داد. هند همچنین در این جام موفق به گلزنی نشد.
موهان باگان در سال ۱۹۷۸ پس از تساوی ۲–۲ مقابل آرارات ایروان از اتحاد جماهیر شوروی دوباره قهرمان ایفا شیلد شد. این باشگاه پس از استقلال هند، اولین تیم هندی بود که در حالی که با تیم غیر آسیایی رقابت می‌کرد، این عنوان را به دست آورد.
باشگاه اف سی بنگال شرقی در سال ۱۹۷۳ در جام ایفا شیلد و مقابل باشگاه ورزشی پیونگ یانگ کره شمالی برنده شد.
در دهه ۹۰، باشگاه کوچین کلاب در کوچی، کرالا تشکیل شد. در دهه ۱۹۹۰، این تنها باشگاه فوتبال از کرالا در لیگ سطح اول فوتبال هند بود. کوچین در پیشرفت کوتاه مدت فوتبال کرالا نقش بسزایی داشته‌است.

## ۱۹۸۵–۲۰۰۰
هند در بازیهای (ساف) در ۱۹۸۴(در داکا) و ۱۹۸۷(کلکته) مدال طلا کسب کرد. آنها اولین جام (اس ای رس) را در سال ۱۹۹۳ در لاهور فتح کردند و دو سال بعد نایب قهرمان جام کلمبو شدند. تا اینکه سال ۱۹۹۷ این مسابقات به عنوان (ساف کاپ) تغییر نام داد و هند آن را در دو دوره ۱۹۹۷ و۱۹۹۹، هنگامی که هند در شهر گوآ میزبان آن بود، برد.
هند نیز با ایجاد فدراسیون فوتبال باشگاهی هند در سال ۱۹۹۶ لیگ باشگاه فوتبال خود را تقویت کرد. این اولین لیگ باشگاهی داخلی هند بود.

## ۲۰۰–۲۰۱۰: تولد دوباره فوتبال هند
اگرچه هند نتوانست به جام ملت‌های ۲۰۰۴ آسیا راه پیدا کند، اما تیم شان در بازی‌های افتتاحیه آفریقایی که هند به آنها دعوت شده بود مدال نقره را کسب کردند و با پیروزی بر رواندا و زیمبابوه (که در آن زمان ۸۵ رتبه از هند در رنکینگ جهانی جلوتر بودند) پیروز شدند و در فینال ۱ بر صفر به ازبکستان شکست خوردند. در نتیجه، فوتبال هند به‌طور پیوسته در داخل و خارج از کشور مورد توجه و احترام بیشتری قرار گرفته‌است. در نوامبر ۲۰۰۳ مربی تیم ملی هند، استفان کنستانتین مدیر ماه ای اف سی شد.
هند در سال ۲۰۰۳ در جام ساف کاپ به پاکستان و بنگلادش باخت و شکست در مقدماتی جام جهانی ۲۰۰۶ به معنای اخراج استفان کنستانتین بود. قهرمانی جام ال جی در ویتنام زیر نظر استفان کنستانتین یکی از معدود نقاط روشن در اوایل دهه ۲۰۰۰ بود. این اولین پیروزی هند در مسابقات فوتبال خارج از شبه قاره از سال ۱۹۷۴ بود. جایی که هند در فینال با وجود عقب بودن ۲ بر صفر در نتیجه، پس از ۳۰ دقیقه ویتنام میزبان را ۲–۳ شکست داد.
در سال ۲۰۰۵ سید نعیم الدین به عنوان سرمربی هند انتخاب شد اما سال بعد بلافاصله پس از شکست‌های سنگین در مقدماتی جام ملت‌های آسیا ۲۰۰۷ اخراج شد. کمی بعد از اخراج او، مربی پر سفر و با تجربه باب هوتون، جایگزین او شد. در دوران هوتون، هند شاهد احیای عظیمی در دنیای فوتبال بود. در اوت ۲۰۰۷، تیم ملی هند برای اولین بار در تاریخ خود قهرمان جام نهرو شد وسوریه رابا نتیجه ۱–۰ در فینال شکست داد. در اوت سال بعد، هند تاجیکستان را با نتیجه ۴ بر یک شکست داد تا جام چلنج کاپ آسیا ۲۰۰۸ بالای سر ببرد و به نوبه خود راهی جام ملت‌های آسیا ۲۰۱۱ قطر شد. در اوت ۲۰۰۹، هند دوباره قهرمان جام نهرو شد و دوباره سوریه را شکست داد اما این بار در ضربات پنالتی و با نتیجه (۶–۵).
فوتبال هند از نظر باشگاهی با پیشرفت لیگ فوتبال در سال ۲۰۰۶ به نوبه خود پیشرفت کرد و در سال ۲۰۰۷ آی-لیگ کاملاً جدیدی آغاز شد. اولین جام فصل لیگ I، توسط باشگاه دامپو در شهر گوا فتح شد. در زمان برگزاری ای اف سی کاپ ۲۰۰۸ دمپو زمانی که قبل از شکست مقابل صفا بیروت به مرحله نیمه نهایی جام ای اف سی راه یافت، تاریخ ساز شد.
باشگاه بنگال شرقی در کلکته قهرمان مسابقات قهرمانی آسیا در سال ۲۰۰۳ شد.
در ۹ دسامبر ۲۰۱۰ اعلام شد که فدراسیون فوتبال هند(AIFF) یک قرارداد جدید ۱۵ ساله و ۷۰۰ کرور با صنایع رلیانسه و گروه مدیریت بین‌المللی امضا کرده‌است.

## ۲۰۱۱: جام ملت‌های آسیا ۲۰۱۱
در سال ۲۰۱۱، هند برای اولین بار در طول ۲۷ سال گذشته در جام ملت‌های آسیا شرکت کرد. هند با استرالیا، بحرین و کره جنوبی در گروه سی قرار گرفت. در ۱۰ ژانویه ۲۰۱۱، هند اولین بازی خود را مقابل استرالیا انجام داد و در آنجا ۴ بر صفر شکست خورد. سپس در ۱۴ ژانویه ۲۰۱۱، هند با بحرین بازی کرد و با وجود گلزنی سونیل چتری و گورامنگی سینگ، ۵–۲ شکست خورد. سپس در ۱۸ ژانویه ۲۰۱۱ هند آخرین بازی خود را در این مسابقات مقابل کره جنوبی انجام داد و در آنجا دوباره ۴–۱ شکست خورد. سونیل چتری تک گل هند را در این مسابقه به ثمر رساند و با دو گل در سه مسابقه، برترین گلزن هند در مسابقات جام ملت‌ها شد.

## ۲۰۱۱: شروعی جدید
از جام ملت‌های آسیا ۲۰۱۱، فدراسیون فوتبال هند روی فوتبال هند بسیار سخت کار کرده‌است. آنها به سرمربی سابق باب هاوتون اجازه دادند در مرحله مقدماتی چلنج کاپ آسیا ۲۰۱۲ سرمربی هند باشد. هند در این رقابت‌ها اولین بازی خود را در مرحله انتخابی چلنج کاپ ۲۰۱۲ در ۲۱ مارس با برتری ۳ بر صفر مقابل چین تایپه شروع کرد و جواهل راجا شیخ، سونیل چتری و جیج لالپخلوآ گل‌ها را به ثمر رساندند. در ۲۳ مارس آنها با پاکستان روبرو شدند. هند ۳–۱ پاکستان را شکست و پشت سر گذاشت و جژه لالپخلوآ ۲ گل و استیون دیاس یک گل به ثمر رساندند. در ۲۵ مارس آنها در آخرین بازی مقدماتی چلنج کاپ ۲۰۱۲ ترکمنستان روبرو شدند و ۱–۱ مساوی کردند. به این ترتیب آنها با صدرنشینی در گروه ب به مسابقات چلنج کاپ آسیا ۲۰۱۲ راه یافتند.
در آوریل ۲۰۱۱ هاوتون پس از گزارش سوءاستفاده نژادی به داور هندی در بازی با ویتنام از مربیگری هند استعفا کرد. در مه ۲۰۱۱، فدراسیون فوتبال هند آرماندو کولاکو را به عنوان سرمربی هندی منصوب کرد. تیم ملی هند قبل از شروع بازیهای مقدماتی جام جهانی مقابل امارات (امارات متحده عربی) در یک بازی دوستانه بین‌المللی قطر را ۲–۱ شکست داد. هند در مجموع در دو بازی ۵ بر ۲ شکست خورد و تیم امارات در بازی رفت با نتیجه ۳ بر صفر برنده شد. تیم ملی هند در تور دوستانه به جزایر کارائیب رفت و مقابل گویان ۲–۱ شکست خوردند.
در سال ۲۰۱۳ لیگ جدیدی با نام سوپر لیگ فوتبال هند تأسیس شد. اولین فصل سوپر لیگ فوتبال هند با قهرمانی تیم فوتبال آتک از شهر کلکته به پایان رسید.
در سال ۲۰۱۶، موهان باگان از کلکته اولین تیم هندی بود که توانست در دور دوم مرحله مقدماتی لیگ قهرمانان آسیا ۲۰۱۶، تیم تامپینه روورس از سنگاپور را در ۲۷ ژانویه ۲۰۱۶ شکست بدهد، و لیگ قهرمانان آسیا صعود کند. علاوه بر این، آنها با شکست دادن باشگاه فوتبال چین جنوبی از هنگ کنگ با اختلاف ۴ گل در ای اف سی کاپ ۲۰۱۶ در ۹ مارس ۲۰۱۶، تاریخ‌سازی دیگری را رقم زدند. این تا به امروز بالاترین حاشیه پیروزی هر تیم باشگاهی هندی در خاک خارجی بوده‌است. در سال ۲۰۱۷، جام جهانی زیر ۱۷ سال فیفا به میزبانی هند برگزار شد.